# Valentijn De Hingh
Valentijn de Hingh est une personnalité néerlandaise,  mannequin, DJ et éditorialiste, née le 5 mai 1990 aux Pays-Bas.  Son enfance et son adolescence d'enfant transgenre ont fait l'objet d'un documentaire de Hetty Nietsch, qui l'a suivie de l'âge de 8 à 17 ans.

## Enfance
Valentijn de Hingh est née de sexe masculin, le 5 mai 1990 et a grandi à Lelystad.  Dès l'âge d'un an, ses parents remarquent son identité de genre féminine. Sa scolarité est marquée par des épisodes de harcèlement , (elle raconte avoir été poussée dans les ronces) . Souhaitant devenir ballerine, elle entre dans une école de danse professionnelle qu'elle finit par quitter, ne pouvant se tenir au rôle de danseur que lui assigne la direction de l'établissement .  Elle est considérée comme une élève intelligente.  Après sa scolarité, elle entame des études de littérature à l'Université d'Amsterdam .

## Transition
Alors qu'elle a 5 ans, après avoir lu un article sur les enfants transgenres, ses parents l’emmènent en consultation dans une clinique du genre.  Lors de sa pré-adolescence, on lui prescrit des bloqueurs de puberté et elle entame la prise d'hormones féminisantes  à 16 ans.  Son parcours est suivi pendant 10 ans, de l'âge de 8 ans à 17 ans, par la réalisatrice de documentaires Hetty Niesch, qui l'avait remarquée pendant un tournage sur les enfants ayant des problèmes avec leur sexualité.   Le documentaire est diffusé en 2007 à la télévision néerlandaise.  En 2011, elle subit une opération chirurgicale de réattribution sexuelle.  
Valentijn de Hingh porte un regard critique sur le contexte social qui a entouré sa transition :  
« Dès l'âge de 5 ans, mes parents sont allés avec moi à la clinique de genre.  Bien que je m'accordais plus avec des filles et que je m'identifiais, en effet, avec des « rôles féminins », je me demande parfois s'il était censé de placer si tôt ma transition dans un contexte médical. Pourquoi un enfant de cinq ans doit-il recevoir le label trans ?  Qu'y a-t-il de mal à être (...) un petit garçon efféminé ?  (...)    
Parce que j'ai commencé si tôt, J'ai en effet le privilège d'être - Je hais ce mot - « passable » ; personne ne voit immédiatement que je suis trans, en conséquence de quoi je suis moins confrontée à la transophobie que des personnes chez qui être trans est plus visible. (...) Le genre est, par essence, un système pourri, et nous comptons maintenant pour moindres les personnes trans si elles ne semblent pas être assez passables. C'est malhonnête et ça ne me convient pas (...) Dans un monde idéal, les frontières, en ce qui concernent les genres, sont rendues vagues. »  
Un an après son opération de réattribution sexuelle, elle affirme dans un entretien télévisé : « J'ai choisi mon opération très consciemment pour me conformer à la construction sociale des genres. »  
Elle ne se considère « ni comme un homme, ni comme une femme » et se définit comme « une personne transgenre non binaire ».  Elle ne voit toutefois pas d'inconvénient à ce qu'on utilise le pronom « elle » pour la désigner.

## Mannequinat
Un an avant la diffusion du documentaire d'Hetty Niesch, elle est repérée par un chasseur de talent et commence à travailler comme mannequin à Paris .  En 2008, elle défile pour la Maison Martin Margiela et la marque Comme des Garçons.  Elle pose notamment pour le photographe David Demarchelier. Ayant brusquement grandi de quelques centimètres, elle est jugée trop grande par les agences de Mannequinat et doit temporairement interrompre sa carrière.  
En 2012, elle gagne le Personnal Style Award de Elle Magazine .
En 2014, elle est photographiée, ainsi que 16 autres modèles transgenres, par Bruce Weber pour le catalogue des magasins américains Barneys .  Il réalise aussi un court métrage, The Fawn à son sujet .
En 2015, elle est choisie, avec le mannequin Hari Nef, pour la campagne de & Other Stories, la marque créateur du groupe H&M.  Le photographe de cette campagne, Amos Mac, est aussi le fondateur d'Original Plumbing, un magazine pour hommes trans .

## Engagement
Au fil du tournage du documentaire d'Hetty Niesch, Valentijn de Hingh, d'abord contente à l'idée de passer à la télévision, prend conscience de l'importance qu'il pourrait avoir pour la représentation des personnes transgenres : « J'ai réalisé cela lorsque je suis allée chercher des frites au snackbar avec mon père. Il y avait là une télévision, on diffusait Jerry Springer. Une femme trans était l'invitée, comme assez souvent, et comme il était d'usage, elle n'était pas présentée de façon très positive.  Pendant l'émission, elle déclarait à son fiancé qu'elle était trans. Il a flippé et lui a sauté dessus. Ça se passait naturellement toujours comme ça dans Jerry Springer. Le public a commencé à huer et à prendre son [le fiancé] parti. (...) J'ai trouvé grave la façon dont on la traitait et comment on réagissait à son égard. (...) C'était une motivation de plus pour ce documentaire : Montrer (...) qu'il est possible de mener une vie normale » .
En 2016, elle est mannequin pour l’œuvre Amsterdam Rainbow Dress, créée par le plasticien Matijs Van Bergen et le designer spatial Oeri van Woezik.  Elle pose devant La Ronde de nuit de Rembrandt en portant une robe composée des 72 drapeaux de nations dans lesquelles l'homosexualité est encore pénalement condamnée.  Cette année là, elle est également la première ambassadrice transgenre de l'Europride .
En 2018, elle participe à Wat vindt een kind (« Que pense un enfant »).  Pendant ce programme diffusé par la plateforme de streaming Videoland à l'occasion de la Gay Pride d'Amsterdam, plusieurs personnalités LGBT néerlandaises entrent en discussion avec des enfants sur des thèmes liés à la diversité et à la sexualité ,.
En 2019, elle voyage en Inde et réalise avec Stig Junes le documentaire Halfgoden sur les communautés Hijra de Bombay, Delhi et Prayagraj.  Le documentaire est diffusé sur NPO3 en juillet 2019 ,.

## Autres activités
En 2012, elle donne une conférence TEDx à Amsterdam intitulée « Why did I choose » ,.
En 2013, elle participe à l'émission Expédition Robinson .
En 2013 et 2014, elle apparaît dans trois vidéoclips du groupe rock Hunting the Robot ,,.
Elle apparaît dans deux œuvres vidéos d'Ursula Mayer, une plasticienne qui travaille sur les thèmes du genre, de l'identité et du consumérisme.  « Gonda ,» est réalisé en 2012 et « Cinesexual  » en 2014 .
En 2017, elle est programmatrice invitée au Festival du cinéma Néerlandais afin de travailler sur le thème du Genre .
Elle écrit des rubriques pour NRC.nl et NRC Next, deux  branches du NRC handelsblad ainsi que pour Spunk.nl et Vrij Nederland. Elle est correspondante « Identité » pour decorrespondent.nl .
Elle est DJ avec amazing agency .